# Hasan Zvizdić
Hasan Zvizdić (Sjenica, 1892. — Adapazar, 1980., Turska), sandžački bogati poduzetnik, zapovjednik Muslimanske milicije Sandžaka iz Sjenice tijekom Drugog svjetskog rata. Bio je glavni trgovac stokom u kraju koji je ovisio o stočarstvu, zbog čega je bio vrlo utjecajan na Sandžaku. 

## Životopis
Rodio se 1892. godine u Sjenici kao najstariji sin Muhameda i Amine Zvizdić, u obitelji crnogorskog podrijetla iz Gacka.
Morao je napustiti rodno mjesto (Gacko, Hercegovina i vrlo se često seliti zbog progona; premda je mijenjao boravišet i brodom, svojevremeno je ipak završio u logoru Dachau gdje je proveo dvije godine). Obitelj su mu, uključujući i mlađeg brata Osmana, ubili teroristi.
Bio je bogati veletrgovac u Sjenici. Postao je gradskim guvernerom te je naoružao mnogo mjesnih muslimana organiziranih u ratnu miliciju.

### Smrt
Poslije rata emigrirao je iz Jugoslavije da ga ne bi uhvatili i pogubili partizani. Umro je 1980. godine u Adapazaru u Turskoj. 2012. godine ispred kuće u kojoj je stanovao otkrivena je spomen-ploča.

## Vanjske poveznice
- Životopis na stranicama ZSD Nizozemske
- Članak na stranicama BKZ Srbije
- SANA Na mezaru sandžačkog gazije Hasan-age Zvizdića u turskom gradu Adapazaru